# Rebecca Harms
Rebecca Harms (Uelzen, 7 dicembre 1956) è una politica tedesca, membro del partito ecologista Alleanza 90/I Verdi e europarlamentare dal 2004 al 2019.

## Biografia
Nel 1975 ha superato l'esame di immatricolazione. Si è formata come architetto paesaggista. Ha anche realizzato documentari. Negli anni 1984-1988 è stata assistente dell'Euro-deputato Undine von Blottnitz.
Appartiene ai Verdi tedeschi. Negli anni 1994-2004 è stata membro del parlamento della Bassa Sassonia e a partire dal 1998 ha presieduto il gruppo di deputati del suo gruppo. Nel 2004 è stata eletta al Parlamento europeo. Ha fatto parte della commissione per l'industria, la ricerca e l'energia. Nel 2006, ha ordinato a due scienziati britannici TORCH (The Other Report on Chernobyl), un rapporto alternativo sulle conseguenze sanitarie ed ecologiche del disastro di Černobyl', critica del rapporto del Forum di Chernobyl del settembre 2005. Nelle elezioni del 2009 si è candidata per una possibile rielezione, è diventata co-presidente del gruppo Verdi/ALE. Nel 2014 ha rinnovato il suo mandato, rimanendo co-presidente del gruppo (fino al 2016).